# Сьер-Го
Сьер-Го (фр. Cierp-Gaud, окс. Cièrp e Gaud) — коммуна во Франции, находится в регионе Юг — Пиренеи. Департамент — Верхняя Гаронна. Входит в состав кантона Сен-Беа. Округ коммуны — Сен-Годенс.
Код INSEE коммуны — 31144.

## География
Коммуна расположена приблизительно в 680 км к югу от Парижа, в 105 км к юго-западу от Тулузы.
На востоке коммуны протекают реки Гаронна и Пик. Большую часть территории коммуны занимают леса.

## Климат
Климат умеренно-океанический. Зима мягкая и снежная, весна характеризуется сильными дождями и грозами, лето сухое и жаркое, осень солнечная. Преобладают сильные юго-восточные и северо-западные ветры.

## История
В 1972 году путём объединения коммун Сьер и Го была создана коммуна Сьер-Го. В следующем году была присоединена коммуна Синьяк и коммуна получила название Сьер-Го-Синьяк. В 1983 году коммуна Синьяк отделилась.

## Население
Население коммуны на 2010 год составляло 849 человек.
| 1962 | 1968 | 1975 | 1982 | 1990 | 1999 | 2010 |
| ---- | ---- | ---- | ---- | ---- | ---- | ---- |
| 922  | 954  | 950  | 944  | 990  | 865  | 849  |

## Администрация
| Период | Период | Фамилия          | Партия | Примечания |
| ------ | ------ | ---------------- | ------ | ---------- |
| 1983   | 2008   | Бернар Фернандез |        |            |
| 2008   | 2020   | Жоэль Грос       |        |            |

## Экономика
В 2010 году среди 497 человек трудоспособного возраста (15—64 лет) 335 были экономически активными, 162 — неактивными (показатель активности — 67,4 %, в 1999 году было 67,5 %). Из 335 активных жителей работали 293 человека (155 мужчин и 138 женщин), безработных было 42 (23 мужчины и 19 женщин). Среди 162 неактивных 30 человек были учениками или студентами, 80 — пенсионерами, 52 были неактивными по другим причинам.

## Достопримечательности
- Замок XVI века
- Церковь Нотр-Дам-де-Сьер
- Церковь Нотр-Дам-де-Го
- Пещера сарацин

## Фотогалерея
- Замок Сьер, ныне мэрия
- Церковь Нотр-Дам-де-Сьер
- Дом на берегу реки Пик
- Распятие (1891 год)
- Пещера сарацин
- Река Пик